# Direction nationale de la Sécurité publique
La direction nationale de la Sécurité publique (DNSP) est l'une des directions actives de la direction générale de la Police nationale du ministère de l'Intérieur français.
À la suite de la réforme structurelle de la police nationale de 2023, l'ancienne direction centrale de la Sécurité publique (DCSP) devient la DNSP.
Elle a pour mission d'assurer la protection des personnes et des biens, de prêter assistance et de veiller à la tranquillité et au maintien de l'ordre public. C'est la direction dont dépendent tous les commissariats de France, dans lesquels les citoyens peuvent se rendre lorsqu'ils sont confrontés à une difficulté même si elle ne présente aucun caractère pénal.
La DNSP est implantée dans 92 départements métropolitains, quatre départements et régions d'outre-mer (Guadeloupe, Martinique, Guyane et La Réunion), deux collectivités d'outre-mer (Nouvelle-Calédonie et Polynésie française), ainsi que dans la collectivité départementale de Mayotte. Depuis le 14 septembre 2009 (décret no 2009-898 du 24 juillet 2009), elle n'est plus présente dans la petite couronne de Paris où la sécurité relève de la préfecture de police de Paris. La DNSP est implantée dans 1 713 communes, soit 4 % du territoire, mais dans lesquelles est concentrée 49 % de la population française (en janvier 2020, 33 089 751 habitants).
C'est la Gendarmerie, en particulier la gendarmerie départementale, qui effectue les missions de sécurité publique là où la DNSP n'a pas compétence quotidienne. Ainsi, 60% de la délinquance et de la criminalité constatées en France l'est en secteurs où la DNSP et la préfecture de Police traitent quotidiennement les questions de sécurité quotidienne (« zones Police nationale »). Cependant, la Gendarmerie comme la Police nationale sont compétentes sur tout le territoire.

## Missions
La DNSP assure la protection des personnes et des biens, prête assistance, veille à la tranquillité et au maintien de l'ordre public. Elle gère également les interventions dans le cadre de police-secours, qui symbolise le rôle d'assistance que la Police nationale doit à tous les citoyens. Les policiers que l'on peut voir tous les jours, en patrouille, dans les commissariats… appartiennent à la DNSP. En raison de la grande diversité de leurs missions, les fonctionnaires de la DNSP sont considérés comme les « généralistes » de la Police nationale.
Les missions de la DNSP sont nombreuses et variées :
- interventions quotidiennes de police-secours (« appel 17 ») ;
- accueil et information du public ;
- prévention et dissuasion par une présence active et visible sur la voie publique ;
- lutte contre la criminalité, la délinquance et la violence urbaines ;
- lutte contre l'insécurité routière ;
- lutte contre la toxicomanie et les trafics de stupéfiants ;
- lutte contre le travail clandestin et le trafic de main d'œuvre ;
- travail en partenariat (avec les élus, l'Éducation nationale, etc.) pour résoudre les questions de sécurité qui dépassent le seul champ de compétences de la Police nationale ;
- actions de prévention et d'apprentissage de la citoyenneté en direction de la jeunesse ;
- service d'ordre lors de manifestations culturelles ou sportives, de déplacements de personnalités ;
- opération de rétablissement de l'ordre public ;
- surveillance et garde statique des établissements sensibles ;
- servitudes liées au fonctionnement de la justice et de l'administration pénitentiaire (police des audiences, garde des détenus hospitalisés, etc.) au sein de la circonscription du commissariat (si déplacements hors : Gendarmerie) ;
- missions administratives confiées aux mairies en ZGN : paraphe des livres de police des antiquaires, armuriers, bijoutiers ... vacations funéraires (police des funérailles) ... auparavant certains autres services : certificats de copies conformes de documents civils ou liés à la position vis-à-vis du Service National (SN) (comme, pour juste les documents au sujet du SN, la brigade territoriale de Gendarmerie, qui, elle seule, est compétente, par ailleurs, concernant les documents militaires), cartes d'identité, cartes de travail, etc. services des objets trouvés qui peuvent cependant de nos jours recevoir un "service" du commissariat par conventions locales ... ;
- missions administratives confiées à la Gendarmerie en ZGN : procuration de votes, autorisations de sortie du territoire pour mineurs en cas d'urgence... auparavant certains autres services : déclarations de pertes de papiers d'identité et de permis de conduire, certificats de vente de véhicules,... ;
- la sécurité du passage des enfants entrant et sortant des établissements scolaires était assurée à la base par le Commissariat, éventuellement par les Polices Municipales ou les Gardes Champêtres ou un autre service municipal uniquement - indépendamment de la possibilité de l'existence de ces services énumérés - s'il y avait une convention passée et ce, tout en restant cependant sous la responsabilité de la circonscription de Sécurité Publique. Depuis 2003, ce sont les Maires (éventuellement avec des moyens intercommunaux) qui se doivent de mettre en œuvre des mesures et éventuellement du personnel pour assurer cette mission de sécurité des scolaires. À préciser qu'en ZGN, cette mission et cette responsabilité ont toujours incombé à la Mairie ;
- le chef de circonscription représente le préfet contrairement en ZGN où c'est le Maire (autorité civile). Le DDSP ou ses adjoints peuvent représenter le préfet sur tout le territoire du département sur ordres de ce dernier, le SDIG (devenu SDRT (voir article) en 2014) est souvent placé à ce titre sous son commandement ;
- le chef de circonscription de la ville où se situe le tribunal de police, sinon à défaut le plus proche, est Officier du Ministère Public (O.M.P.) : il représente le Procureur de la République en ces lieux. Il dispose au sein du commissariat d'un secrétariat particulier pour effectuer cette mission qui ainsi traite les contraventions des quatre premières classes constatées par la Police Nationale comme par la Gendarmerie sur tout le secteur de ce tribunal ;
- les opérations "déconcentrées" de recrutement pour la Police Nationale sont du ressort des DDSP et circonscriptions de Sécurité Publique : surveillance de concours, établissements des dossiers de candidatures pour entrer dans la Police Nationale, campagnes de recrutement, dossiers des candidats policiers adjoints ... La DDSP sur tout le département représente la Police Nationale ainsi que les circonscriptions sur leurs territoires ou hors de ceux-ci, éventuellement, sur ordre de la DDSP ;
- à noter que les "personnels actifs" de la DNSP sont de par leurs qualifications judiciaires, comme tous les Fonctionnaires et Policiers Adjoints de la Police Nationale et tout comme les Gendarmes, assermentés et compétents pour relever tous types d'infractions, délits et crimes : fiscaux, comptables, de l'urbanisme, des constructions, ruraux, environnementaux, douaniers, des transports, de la santé, du travail ... et liés aux arrêtés municipaux et préfectoraux sur tous domaines d'activités.

## Organisation
La DNSP est dirigée par un directeur central assisté d'un directeur central adjoint et comprend deux structures différentes :
- un échelon central (basé à Paris), composé d'un état-major, d'un service central et de trois sous-directions ;
- un échelon territorial, composé des directions départementales et des circonscriptions.

En fonction de leur importance les structures territoriales de la Sécurité publique prennent, de la plus grande à la plus petite, le nom de service, d'unité ou de brigade. Elles sont, en principe, organisées au niveau de la circonscription mais, dans les grands départements il existe des structures départementales destinées à les renforcer, au quotidien ou en cas de besoin, dans certains secteurs spécifiques d'activité.

### Échelon central
L'échelon central de la DNSP est composé :
- de l'état-major de la DNSP ;
- de la sous-direction des ressources humaines et de la logistique ;
- de la sous-direction des missions de sécurité ;
- de la sous-direction des audits et du contrôle interne.

Tous les cadres supérieurs employés dans cette structure centrale sont issus du corps de conception et de direction. Par ailleurs, le directeur est obligatoirement du grade de directeur des services actifs.
Liste des directeurs centraux depuis 1968 :
- Albert Guillaume (1968-1970)
- Robert Pandraud (1970-1973)
- Georges Abadie (1973-1974)
- Jean Clauzel (1974-1975)
- André Delmas (1975-1978)
- Roger Chaix (1978-1981)
- Clément Bouhin (1981-1983)
- Jean-Louis Dufeigneux (1983-1986)
- Gérard Deplace (1986-1987)
- Claude Guérin (1993-1995)
- Daniel Dugléry (1995-1997)
- Gilles Samson (1997-1999)
- Michel Bart (1999-2000)
- Christian Decharrière (2000-2002)
- Alain Fontaine (2002-2005)
- Philippe Laureau (2005-2007)
- Éric Le Douaron (2007-2009)
- Jacques Fournier (2009-2012)
- Pascal Lalle (2012-2018)
- Jean-Marie Salanova (2019-2021)
- Céline Berthon (2021-2023)
- Virginie Brunner (depuis 2023)

### Échelon territorial
L'échelon territorial est constitué de 99 directions regroupant un nombre variable de circonscriptions (426 au total), qui tient compte des données géographiques, démographiques et sociologiques. 
Une réorganisation au niveau national a eu lieu en janvier 2024, sur demande du Ministre de l'Intérieur (France). Celle-ci vient distinguer deux types de  directions : les Directions Départementales de la Police Nationale (DDPN) et les Directions Interdépartementales de la Police Nationale (DIPN). Leur fonctionnement est commun mais la différence d'appellation se résume à une coordination plus étroite dans les DIPN entre les services de Police Judiciaire, de Police aux Frontières et de Sécurité Publique. 

#### Les Directions Départementales de la Police Nationale (DDPN) et Directions Interdépartementales de la Police Nationale (DIPN)
On trouve une direction départementale de la Police Nationale (DDPN) ou une direction interdépartementale de la Police Nationale (DIPN) dans chaque département de France métropolitaine (sauf pour les départements de Paris, Hauts-de-Seine, Seine-Saint-Denis et Val-de-Marne où se trouvent des Directions territoriales de la Sécurité publique (DTSP) dépendant de la préfecture de police de Paris). Leur état-major est installé dans l'hôtel ou commissariat de police de la principale ville du département (pas obligatoirement la préfecture).
Les DDPN ou DIPN sont divisées en CPN (Circonscription de Police Nationale), comptant pour chacune d'elles un commissariat ou hôtel de police et des postes de police satellites. Les plus importantes directions disposent d'unités opérationnelles venant renforcer l'action des CPN dans leur domaine de compétence. Dans l'hôtel de police (ou un commissariat central de police), où est basée la DDPN se trouvent à la fois les structures installées au niveau départemental et les structures installées au niveau de la circonscription.
À l'échelle d'une DDPN ou DIPN, nous pouvons mentionner plusieurs services courants renforçant l'action des CPN :
- une CDI (Compagnie Départementale d'Intervention), appelée CSI (Compagnie de sécurisation et d'intervention) dans les Bouches du Rhône, à Paris et dans les départements de petite couronne. Dans les directions de plus faible importance, une SI (Section d'Intervention) peut exister à la place d'une CDI ;
- les DDPN au niveau notamment des métropoles (Lyon, Toulouse…), comprennent une unité dédiée à l'ordre public et à la circulation routière, parfois appelée Service d'Ordre Public et de Sécurité Routière (SOPSR), qui s'occupe des missions relatives au maintien ou au rétablissement de l'ordre public et participe à la lutte contre l'insécurité routière, qui comprend :
  - une compagnie départementale de circulation et de sécurité routière (CDCSR), qui assure la surveillance et la régulation du trafic routier, certains contrôles techniques (vitesse, poids lourds, contrôles antipollution…) et, avec les unités motocyclistes, les escortes sanitaires et officielles ainsi que, d'une façon générale, une surveillance générale de la voie publique ;
  - d'autres unités (brigade équestre, brigade fluviale, unité cynophile, etc) ;
- une sûreté départementale (SD), chargée des enquêtes ; elle comprend (variable selon les DDPN) :
  - une unité de protection sociale, qui comprend :
    - une brigade de répression du proxénétisme ;
    - une brigade des mineurs, pour les infractions commises contre des mineurs (violences intrafamiliales, pédophilie…) ;
    - une brigade des stupéfiants ;

  - une unité judiciaire, qui comprend :
    - une brigade criminelle, chargées des enquêtes sur les meurtres, ou, lorsque aucune autre unité en est chargé, des faits de violences, vol à main armée ;
    - une brigade économique et financière ;
    - d'autres unités dont l'existence et les noms varient localement, comme les sections enquêtes et recherche, chargées d'enquêter sur les viols et les enlèvements ou les brigades des violences urbaines ;

  - une unité technique d'aide à l'enquête, chargée d'un soutien scientifique et administratif.

Par ailleurs, la plupart des sont dotées d'un Centre départemental des stages et de la formation (CDSF).
Les directeurs départementaux de la Police Nationale appartiennent tous au corps de conception et de direction de la Police nationale. Ils sont nommés par arrêté du ministre de l'Intérieur et sont placés sous une double autorité : celle des préfets qu'ils assistent et conseillent en matière de Sécurité publique et d'information générale, et celle des procureurs de la République sous le contrôle desquels ils exécutent les missions de police judiciaire dont ils sont chargés.

#### Cas particuliers
- Agglomération parisienne (petite couronne) :

Au 14 septembre 2009 (décret no 2009-898 du 24 juillet 2009), la préfecture de police a absorbé les trois DDSP de Seine-Saint-Denis, des Hauts-de-Seine et du Val-de-Marne, qui sont devenus des directions territoriales de sécurité de proximité (DTSP), regroupées, à l'image des services de police de paris intra-muros au sein de la  direction de la sécurité de proximité de l'agglomération parisienne (DSPAP), forte de 26 000 policiers. La DSPAP travaille en coordination avec la Direction de l'Ordre Public et de la Circulation (DOPC) et les pompiers de Paris. La DSPAP et la DOPC assurent les missions de la DNSP dans Paris et la petite couronne. Les services de police de la zone sont directement sous l'autorité de la préfecture de police de Paris : la Direction Générale de la Police Nationale (DGPN) et la DNSP n'ont aucune autorité dessus.
- Outre-mer :

La France d'outre-mer possède également ses institutions propres organisées sous le nom de Direction Territoriale de la Police Nationale (DTPN). Au nombre de 7, elles reprennent le même type de fonctionnement qu'une DDPN classique. Les territoires concernés par cette organisation sont les suivants : Guyane, Guadeloupe, La Réunion, Martinique, Mayotte, Nouvelle-Calédonie et Polynésie française.

#### Circonscription de Police Nationale (CPN)
Elle est l'entité de base des services territoriaux de la DNSP. Une circonscription peut être monocommunale ou pluricommunale. Généralement, dans les départements de province, les communes de moins de 20 000 habitants sont placées sous la compétence territoriale de la Gendarmerie nationale. (La CPN de Decazeville, qui est la plus petite, ne couvre qu'environ 5 000 habitants, tandis que Lunel, qui dépasse les 20 000 habitants, est en zone gendarmerie)
Chaque circonscription compte un commissariat de police et éventuellement des postes de police satellites. Elle est dirigée par un fonctionnaire du corps de conception et de direction de la police nationale (commissaire) ou par un commandant divisionnaire de police à l'emploi fonctionnel et dispose d'un nombre de structures variables, mais comprenant généralement 2 structures principales (SIAAP/USP/SSP et BSU/SAIP) :
- un Service d'Intervention d'Aide et d'Assistance de Proximité (SIAAP) appelé dans certains commissariats USP ou SSP (Unité/Service de Sécurité de Proximité), qui comprend généralement :
  - des postes de police de quartier, chargés d'accueillir, d'informer et de renseigner les habitants de chaque quartier, ainsi qu'éventuellement y patrouiller et intervenir lors d'appels au 17. Ces postes peuvent ne fonctionner qu'à certains horaires, tenus par des policiers venant du commissariat de la CSP, ou disposer d'effectif alloués, voire de disposer de ses propres unités;
  - une unité de roulement, ou brigade de police-secours, pouvant être divisée en plusieurs brigades de roulement (des gardiens de la paix et gradés parfois assistés d'adjoints de sécurité), chargée de patrouiller et d'intervenir lors des appels au 17;
  - une brigade anti-criminalité (BAC), de jour comme de nuit et essentiellement sur le terrain, les policiers spécialistes de la BAC sont à la recherche du flagrant délit, et renforcent les unités d'enquête dans leurs missions sur le terrain Pour cela, ils effectuent des rondes et des patrouilles dans un secteur donné afin de repérer, identifier et interpeller leurs auteurs. Ils se déplacent en véhicule banalisé par groupe de trois. Par discrétion, les spécialistes de la BAC travaillent en tenue civile et portent le brassard de police réglementaire. Ils luttent également contre la délinquance des bandes et interviennent lors des violences urbaines ;
  - Diverses autres unités d'existence locale (Brigade VTT, Brigade équestre, Brigade nautique ou fluviale, Unités de sécurisation des transports en commun, Brigade spécialisée de terrain chargées de renforcer les autres unités dans un secteur particulièrement sujet à la délinquance, Brigades de Contrôle Technique (BCT), chargées de vérifier la conformité des véhicules en circulation et notamment leur niveau de nuisance sonore, Brigades ou formations motocyclistes urbaines (BMU ou FMU), les Brigades canines, etc.).
- Une BSU, ou, dans les commissariat de plus grande importance, d'un Service d'Accueil et d'Investigation de Proximité (SAIP).

Les commissariats de moyenne importance disposent d'une Brigade de Sûreté Urbaine (BSU), qui est chargée des missions d'investigation judiciaire généralistes et qui est saisie des enquêtes d'une trop grande importance pour être traitées par le GAJ, mais d'une trop faible ampleur pour être transmises à la Police Judiciaire. Il peut être divisé en groupes se répartissant les différents types d'affaires (atteintes aux biens, atteintes aux personnes, étrangers en situation irrégulière, travail dissimulé et infractions financière, violences intrafamiliales…).
Les commissariat de plus grande ampleur peuvent disposer d'un SAIP plutôt que d'une BSU. Ce service comprend alors le plus souvent :
- - Un GAJ (Groupe d'Appui Judiciaire), chargé notamment des enquêtes de faible importance, du traitement judiciaire des personnes interpellées (garde à vue, audition…) ainsi que de l'accueil du public en commissariat, (dépôts de plainte...). Les GAJ n'existent pas dans tous les commissariats et ces missions peuvent être effectuées par les effectifs de police secours (l'accueil du public peut-être effectué par les effectifs de police secours dans les commissariats où existe un GAJ)
  - Des unités d'enquête spécialisées dont le nom et les spécialités varient d'une ville à l'autre, comme les BRAV (Brigade de Répression des Actes de Violence, à ne pas confondre avec les BRAV chargées du maintien de l'ordre), pour les vols avec violence ou les agressions, les GVP (Groupes de Voie Publique), pour la délinquance de voie publique en général et notamment les divers types de vols (par ruse, à l'étalage, et la tire), les Brigades Anti-Cambriolages, les Brigades de protection de la famille chargées des violences intrafamiliales. Ces unités procèdent aux enquêtes sous les ordres du procureur de la république ou d'un juge d'instruction, soit quand une plainte a été déposée par la victime d'une infraction pénale, soit d'initiative à partir de renseignements qu'elles s'emploient à rechercher. Ces unités peuvent disposer d'un bureau d'aide aux victimes d'infractions qui fournit aux victimes un soutien juridique, psychologique et social ;

Des Brigades accidents et délits routiers (BADR) peuvent être intégrées au SAIP mais existent également dans des circonscriptions dotées seulement d'une BSU.
L'organisation d'un commissariat autour d'un SIAAP/SSP et d'un SAIP se retrouve dans la plupart des commissariats d'importance.
Il est à noter que les noms des services sont fixés localement et peuvent varier. Ainsi, BST est le nom le plus courant de cette unité, mais celle-ci peut s'appeler Groupe de Soutien de Quartier (GSQ) ou encore autrement. De même, une brigade anti-cambriolage peut s'appeler une cellule anti-cambriolage. Enfin, des Groupes de sécurité publique (GSP) existant dans certains commissariats correspondent en fait à la BAC.
Le nombre d'unités d'un commissariat varie en fonction de sa taille : plus un commissariat est important, plus ses services sont spécialisés. Certains services n'existent que dans quelques commissariats, leur création étant décidée localement. Seules les brigades de police secours, ou brigades de roulement sont universelles.

#### Les centres d'information et de commandement (CIC)
Les centres d'information et de commandement (CIC) sont des services installés au sein des Directions Départementales de la Police Nationale (DDPN). À la Préfecture de Police de Paris (PP), on trouve une salle d'information et de commandement (SIC) (et non un CIC) dans certains commissariat d'arrondissement et de communes de banlieue, en plus des CIC centrales dans chaque département de petite couronne et à la préfecture de police de Paris.
Un CIC est composé de gardiens de la paix aiguilleurs de l'information opérationnelle (opérateurs radio). Ce sont des maillons indispensables dans l'exécution des opérations. Ce sont eux qui répondent aux appels d'urgence du « 17 » et du « 112 » (avec un portable). Ils sont sous la responsabilité d'un chef de centre (ou de salle). Repérer les appels téléphoniques concernant de réelles urgences et y répondre, coordonner, centraliser et transmettre les informations aux responsables hiérarchiques et aux policiers sur le terrain, diffuser des instructions de manière claire et précise, ou encore suivre le trafic radio de l'ensemble des unités policières…, telles sont les principales missions de ces fonctionnaires de police.
Doté(e)s de multiples écrans et d'une cartographie en constante évolution, ces CIC permettent aux policiers qui y exercent leur activité de bénéficier des derniers équipements de transmission.

## Effectifs
La DNSP dispose du plus gros budget et des plus gros effectifs de la Police nationale. Elle emploie 66 337 personnels titulaires et contractuels (au 1er janvier 2016).